# DreadOut
DreadOut est un jeu vidéo de survival horror développé par Digital Happiness sur Microsoft Windows, OS X et Linux. Le joueur doit lutter contre des fantômes en prenant des photos à l'aide d'une caméra, d'une manière similaire à la série des Fatal Frame. Le jeu est mis en téléchargement sur la plateforme Steam le 15 mai 2014.

## Système de jeu
DreadOut utilise les éléments d'un jeu vidéo de survival horror en vue subjective, accompagné d'un gameplay similaire à celui de la série Fatal Frame. Le personnage incarné par le joueur, une fille prénommée Linda, fait usage de gadgets modernes, tels que des smartphones et des caméras vidéo. Le joueur interagit avec (ou lutte contre) des fantômes, et doit résoudre divers puzzles dans une ville fantôme. Lorsque Linda est tuée, elle se réveille dans un espace sombre entourée de bougies. Lorsque Linda les atteint, le joueur reprend vie.
Le jeu présente deux perspectives — subjective et objective — grâce auxquelles le joueur peut se déplacer dans le jeu. Lorsque le joueur décide d'utiliser sa caméra pour la photographie, la perspective passe d'objective à subjective. En 2013, une vidéo montrait cette perspective du jeu en version tablette, durant laquelle le joueur contrôlait Linda en touchant l'écran.
Le personnage ne peut pas attaquer.

## Scénario
Linda, ses trois amis et son professeur, Mme Siska sont de retour de vacances. Sur la route, ils ne peuvent pas passer sur le pont car celui-ci est cassé. Ils découvrent une vieille école abandonnée et décident d'entrer. Mais les amis et la professeur de Linda disparaîtront et Linda devra sortir de l'école, mais de nombreux fantômes l'en empêcheront,,.

## Accueil
DreadOut est moyennement accueilli par la presse spécialisée, avec une moyenne générale de 51,50 % sur GameRankings, et 56 % sur Metacritic. Polygon lui attribue une note de 5 sur 10.